# 한국농공학회
한국농공학회는 농공기술자 상호간 학문연구. 기술을 연마하여 농공기술 향상에 기여함을 목적으로 1957년 1월 26일 설립된 대한민국 농림수산식품부 소관의 사단법인이다. 사무실은 서울특별시 강남구 역삼동 635-4 과학기술회관 본관 205호에 있다.

## 주요 사업
- 농업공학에관한 조사 연구, 기술개발 및 성과의 보급
- 농업공학에 관한 기술교류와 기술지도
- 농업공학에 관한 정보교한과 자료수집
- 정부 및 관련단체가 시행하는 사업에의 참여 및 협력
- 학회지, 연구보고서 및 관련서적의 발간
- 연구발표회, 학술강연회 및 간담회의 개최
- 회원 상호간의 친목 및 권익신장을 위한 사업
- 기타 학회의 목적달성에 필요한사업